# 岛神星
岛神星（53 Kalypso）是第53颗被人类发现的小行星，于1858年4月4日发现。岛神星的直径为115.4千米，质量为1.6×1018千克，公转周期为1548.736天。它是一顆大且黑暗的主帶小行星，名稱源自希臘神話寧芙海半神半人的女神卡吕普索；同時也是土衛十四的名稱。